# SMS Erzherzog Franz Ferdinand
SMS Erzherzog Franz Ferdinand (Корабль Его Величества «Эрцгерцог Франц Фердинанд») — австро-венгерский броненосец-додредноут типа «Радецкий». Нёс службу в составе ВМС Австро-Венгрии, участвовал в блокаде побережья Черногории в годы Балканской войны, в Первой мировой войне участвовал в прикрытии немецких кораблей «Гёбен» и «Бреслау». После войны был переведён в Италию, где и был пущен на слом.

## Строительство
«Радецкий» был построен на верфях Триеста. Заложен 12 сентября 1907. Для строительства этого броненосца Австро-Венгрия использовала материалы собственного производства, и лишь тиковую древесину для покрытия палуб пришлось ввозить из-за границы. Достраивался в Мудже, во время перевода недостроенный корабль попал в бурю и сорвался с буксира: бурей корабль унесло в сторону Изолы, где он сел на мель. Броненосец нашли только на следующий день и снова спустили на воду. Строительство затягивалось из-за двух забастовок в 1908 и 1909 годах. «Эрцгерцог Франц Фердинанд» был первым броненосцем типа «Радецкий», введённым в строй: это состоялось 5 июня 1910.

## Характеристики

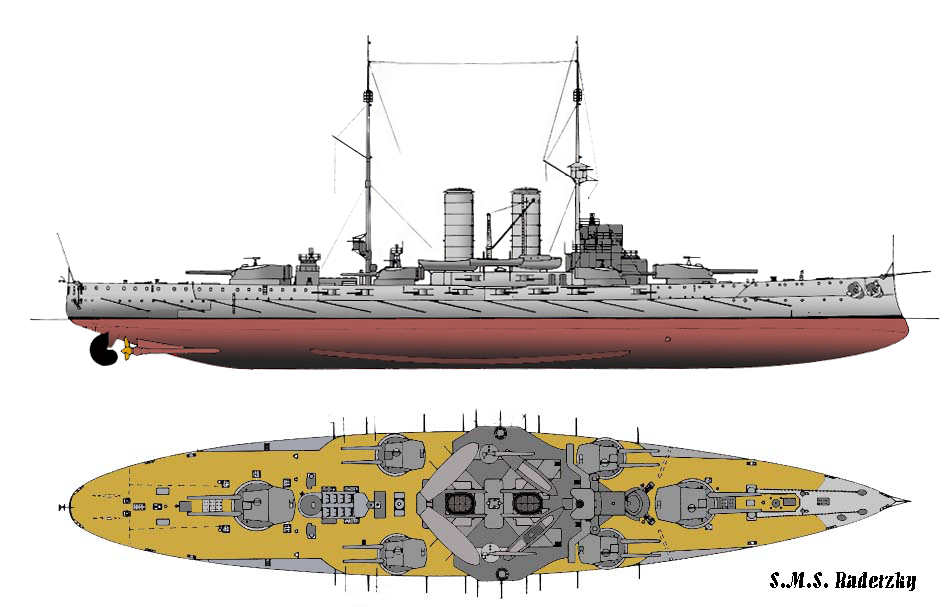
Схема броненосца «Радецкий»

Размеры броненосца: 138,8 м длина, 24,6 м ширина и 8,1 м осадка. Водоизмещение: стандартное 14741 т, полное 16099 т. Главная энергетическая установка: две четырёхцилиндровые паровые машины тройного расширения с мощностью почти в 20 тысяч л. с. и скоростью в 20,5 узлов. Дальность плавания: 4000 морских миль при 10 узлах. Скоростные показатели делал корабль возможным для боевых действий в открытом море, к тому же он стал первым кораблём, использовавшим котлы как для нефтяного, так и угольного топлива.
Вооружение корабля было следующим: главный калибр составляли четыре 305-мм орудия с длиной ствола 45 калибров в двух двухорудийных башнях. На корабль были также установлены восемь 240-мм орудий в четырёх двухорудийных башнях, расположенных по бортам. Противоминный калибр был представлен двадцатью 100-мм орудиями L/50 в казематных установках. Броненосец получил также четыре 37-мм орудия типа L/44. Также имелись три торпедных аппарата калибром 450 мм.

## Служба

### До войны
«Эрцгерцог Франц Фердинанд» нёс службу сначала в 1-м боевом эскадроне. Участвовал в 1912 году в двух учебных плаваниях с броненосцами «Радецкий» и «Зриньи». Во время второго плавания участвовал в путешествии с ноября по декабрь в компании крейсера «Адмирал Шпаун» и пары эсминцев. После возвращения в Пулу команда была мобилизована на случай боевых действий ввиду усиления напряжённости на Балканах. В 1913 году «Эрцгерцог Франц Фердинанд» участвовал в показательном плавании в Ионическом море, выражая протест против балканских войн. Компанию австрийскому броненосцу составляли также такие корабли, как британский «Кинг Эдуард VII», итальянский «Аммиральо ди Сан Бон», французский «Эдгар Кине» и немецкий «Бреслау».
Броненосец участвовал в блокаде черногорского побережья, мешая сербам осаждать Скутари и оказывать помощь черногорцам в боях против албано-турецких войск. Под давлением нескольких стран сербы вывели свои войска из Скутари, куда тотчас же высадились союзники. С броненосца «Эрцгерцог Франц Фердинанд» и его братьев-кораблей «Радецкий» и «Зриньи» тогда впервые взлетели гидросамолёты. Недостаток места для взлёта на кораблях не позволил эффективно использовать морскую авиацию: позднее самолёты перевезли в ангар в Теодо. После введения новых линейных кораблей типа «Вирибус Унитис» в строй все три броненосца ушли во 2-й дивизион 1-го боевого эскадрона.

### Первая мировая война
Убийство эрцгерцога Франца Фердинанда, в честь которого и был назван броненосец, произошло 28 июня 1914, после чего все войска были приведены в полную боевую готовность. Экипажу броненосца «Эрцгерцог Франц Фердинанд» было отдано распоряжение готовиться к сопровождению германских крейсеров «Гёбен» и «Бреслау». Оба немецких корабля вырвались из Мессины, пытаясь сбросить с хвоста преследовавших британцев. Австрийские корабли достигли Бриндизи, когда весть об успешном прибытии немцев в Стамбул дошла до Вены. Тотчас же австрийские корабли отправились обратно на базы.
23 мая 1915 после вступления Италии в войну «Эрцгерцог Франц Фердинанд» и остальные корабли австро-венгерского флота начали бомбардировку побережья Италии, нанося удары по военно-морской базе в Анконе и побережью Черногории в разгар Сербской кампании сухопутных сил Австро-Венгрии. Сама бомбардировка базы в Анконе не увенчалась успехом, а вот обстрел пригорода оказался куда более эффективным: в результате стрельбы был потоплен в порту Анконы итальянский пароход, а также тяжело повреждён эсминец «Турбине». Часть причальных стенок, жилых домов, цистерн с топливом, радиостанций и казарм были разрушены в результате обстрела, а жертвами стали 63 солдата и мирных жителя. К тому моменту, как итальянские корабли из Таранто и Бриндизи прибыли на место обстрела, австро-венгерские корабли уже ушли в Пулу. Обстрел Анконы привёл к разрушению важной инфраструктуры на итальянской территории и задержал итальянцев на две недели, не позволяя им перебросить в район Альп свои войска, что дало австро-венграм снять войска с восточных фронтов и отправить их на запад.
30 мая 1915 «Эрцгерцог Франц Фердинанд» пострадал в результате столкновения с австро-венгерским судном: оба корабля пытались скрыться от итальянского бомбардировщика. В результате судно затонуло. По сведениям американской газеты The New York Times, это был эсминец, однако по данным архивов Австрии и Венгрии, в мае 1915 года флот Австро-Венгрии не нёс потери эсминцев, а затонувшее судно могло быть гражданским. Остаток войны корабль провёл в Пуле, как и все остальные суда, поскольку командующий ВМС Австрии адмирал Антон Хаус считал защиту Далмации куда более важным делом. Блокада союзниками пролива Отранто и вовсе оставила корабли без поставок топлива, что вынудило моряков ограничиться постановкой мин и атаками подлодок.

### После войны
Вилья-Джустийское перемирие, заключённое между Италией и Австро-Венгрией, обязало австрийцев отдать три броненосца Италии и отправить их в Венецию. Итальянцы собирались предварительно забрать три линкора типа «Вирибус Унитис», но изменили планы после того, как сами же потопили один такой линкор под названием «Сент-Иштван». Было принято решение забрать «Эрцгерцог Франц Фердинанд». В марте 1919 года корабль участвовал в параде итальянских войск , войдя в состав итальянского флота по решению Сен-Жерменского договора. В 1926 году устаревший корабль пустили на слом.